# Археолошки локалитет „Црквине“ код Хоргоша
Археолошки локалитет „Црквине“ налази се у атару села Хоргош, око 300 m северно од железничке пруге Суботица — Хоргош. Локалитет представља непокретно културно добро као археолошко налазиште.
Заштитним ископавањима откривени су темељи цркве са торњем који је призидан уз западни зид. Темељи храма рађени су у техници трпанца, од ломљеног камена везаног размућеном глином. На већем делу основе сачувана је само набијена глина са ситнијем шљунком и ширини зида (1m). Приликом ископавања, у рушевинама унутрашњег дела цркве откривен је гроб са сребрним накитом из 15. века. 
Конзервирани темељи цркве су развучени. Западно од Хоргоша на имању ПИК „Бачка” налази се узвишење по имену Темпломдомб. Овде су 1964. године багери открили остатке једне цркве и известан број гробова. Црква је из тридесетих година 12. века и страдала је у доба најезде Монгола 1241. или 1242. године. Грађена је у романском стилу, са правоугаоном апсидом, са торњем на западном крају. Дуж узвишења у северном правцу наилази се на остатке рушевина једне куће из 13. века (остаци керамике). 